# 奧斯汀·羅邁
奧斯汀·艾倫·羅邁（英語：Austin Allen Romine，1988年11月22日—），為美國職棒大聯盟的捕手，目前為自由球員。他先前曾效力於洋基、老虎、小熊、天使、紅雀與紅人等隊。2010年，他入選美國未來之星明星賽，並於隔年登上大聯盟。而他的父親Kevin也是一名前大聯盟球員，哥哥Andrew曾經也在大聯盟打球，已於2021年12月11日宣佈退休。

## 職業生涯
2007年美國職棒大聯盟選秀，洋基隊在第二輪選進羅邁。2011年，羅邁升上2A，並在該年9月1日升上3A。

### 紐約洋基
2011年球季末，捕手羅素·馬丁和弗朗西斯科·瑟維里接連受傷。因此羅邁在2011年9月11日升上大聯盟，並在隔日敲出大聯盟首安。
2012年，羅邁因為罹患椎間盤脫出症造成整季幾乎報銷。2013年4月26日，瑟維里因為手受傷，所以球隊讓羅邁登上大聯盟。8月4日，羅邁敲出大聯盟首轟。9月10日，羅邁因為被界外球擊中捕手頭盔造成腦震盪。該年球季，他的打擊率為2成07。
2014年，洋基隊讓瑟維里擔任二號捕手。而羅邁也只能趁著其他捕手受傷時在大聯盟亮相，而這年他僅出賽7場比賽而已。
2015年4月4日，羅邁遭到球隊給指定讓渡。4月8日，他被下放3A。不過他在3A的打擊率為2成60，並且敲出7支全壘打，於是洋基在9月1日又將羅邁升上大聯盟。2016年春訓，洋基讓頂級新秀蓋瑞·桑契斯成為主戰捕手，而羅邁成為二號捕手。這年他出賽62場比賽，打擊率為2成42，敲出4轟與26分打點。
2017年4月8日，桑契斯受傷，於是羅邁便成為洋基的主力捕手，直到五月初桑契斯傷癒回歸。8月24日，羅邁與米格爾·卡布瑞拉發生衝突，最後洋基與老虎板凳清空，而兩人也都被驅逐出場。後來羅邁也被處以禁賽2場的處分，這年他的打擊率為2成18。而這年他面對左投的打擊率僅1成43，為全大聯盟最低的紀錄。
2018年，桑契斯的大小傷勢不斷。在桑契斯養傷的期間，都是羅邁擔任洋基隊主戰捕手的工作。7月24日，羅邁贏得了洋基隊的最佳拚戰獎。
2018年美國聯盟分區賽第3場，洋基以1比16輸給紅襪。而羅邁也在第9局上場投球，並成為2015年美聯冠軍賽的Cliff Pennington後，第二位在季後賽登板投球的野手。而羅邁被布羅克·霍特敲出全壘打，讓霍特成為季後賽史上第一位達成完全打擊的球員。
2019年4月21日，羅邁敲出大聯盟生涯首支再見安打。7月25日，羅邁達成例行賽首次登板投球的紀錄。他在那場比賽被敲出4支安打並掉了3分。

### 底特律老虎
2019年12月13日，羅邁以1年415萬美元的合約加入老虎隊。

### 芝加哥小熊
2021年1月23日，羅邁和小熊隊簽下1年150萬美元的合約。
2022年3月15日，羅邁與天使隊簽下小聯盟約。

## 個人生活
羅邁的爸爸Kevin曾在1985年至1991年間於紅襪隊效力。他的哥哥Andrew也是一名前大聯盟球員。而羅邁與其妻育有1子。

## 外部連結
- 球員資訊和成績在MLB ，ESPN ，Retrosheet ，Baseball Reference ，Baseball Reference (Minors) ，Fangraphs ，The Baseball Cube （英文）
- 奧斯汀·羅邁的X（前Twitter）